# اوروکوبری
اوروکوبری (انگلیسی: Orocobre) شرکت معدن استرالیایی است، که در سال ۲۰۰۷ تأسیس شد.